# Camarosporulum ampelopsidis
Camarosporulum ampelopsidis är en svampart som beskrevs av Tassi 1902. Camarosporulum ampelopsidis ingår i släktet Camarosporulum, divisionen sporsäcksvampar och riket svampar.   Inga underarter finns listade i Catalogue of Life.